# Villa Grove
Villa Grove – miasto w Stanach Zjednoczonych, w stanie Illinois, w hrabstwie Douglas.